# Honolulu
Honolulu (in älterer deutscher Literatur auch: Honoruru) ist die Hauptstadt des US-Bundesstaates Hawaii und befindet sich an der Südküste der Insel Oʻahu. Sie ist eine der größten Städte des Pazifik und der einwohnerreichste Census-designated place der Vereinigten Staaten. Fast jeder ausländische Tourist landet hier auf dem größten Luftdrehkreuz des Pazifik. Honolulus Stadtteil Waikīkī ist mit seiner exponierten Lage direkt am Meer und den enormen Hotelkapazitäten ein attraktives Touristenziel.
In der hawaiischen Sprache bedeutet Honolulu „geschützte Bucht“.
In einer Rangliste der Städte nach ihrer Lebensqualität belegte Honolulu im Jahre 2018 den 36. Platz unter 231 untersuchten Städten weltweit und den dritten Platz innerhalb der Vereinigten Staaten.

## Geschichte

Distrikte von Honolulu

Es ist unbekannt, wann Honolulu zuerst besiedelt oder der Name zuerst benutzt wurde, mündlich überlieferte Geschichten deuten aber darauf hin, dass die Gegend erstmals im 12. Jahrhundert von Polynesiern besiedelt wurde. Der Hafen von Honolulu wird auch „Kulolia“ oder „Ke Awa O Kou“ genannt. Der erste Europäer, der Honolulu erreichte, war der britische Kapitän William Brown mit seinem Schiff Butterworth; er kam 1794 und nannte den Hafen „Fair Haven“. Andere nannten ihn auch „Brown’s Harbour“. Honolulu wurde schnell zum größten Hafen Hawaiis. Zu jener Zeit war der Handel mit dem Holz des Sandelholzbaums bedeutend. Weiterhin war Honolulu ein wichtiger Versorgungspunkt für Walfänger. 1845 machte Kamehameha III. Honolulu zur Hauptstadt des Königreichs Hawai'i. Es war auch die Hauptstadt der Republik und des Territoriums Hawaiis und ist auch heute noch die Hauptstadt des US-Bundesstaates Hawaii.

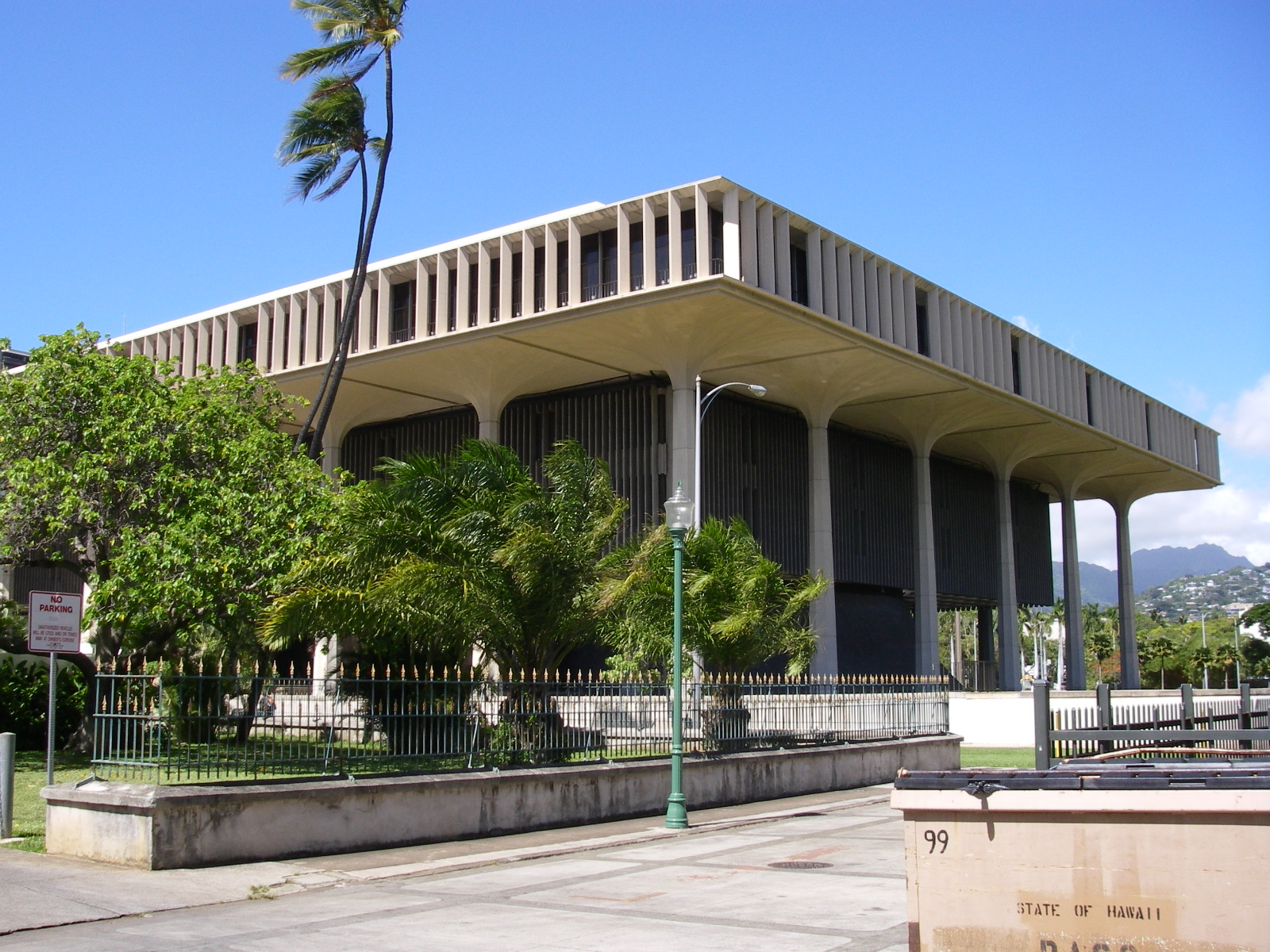
Hawaii State Capitol, Regierungssitz des Bundesstaates

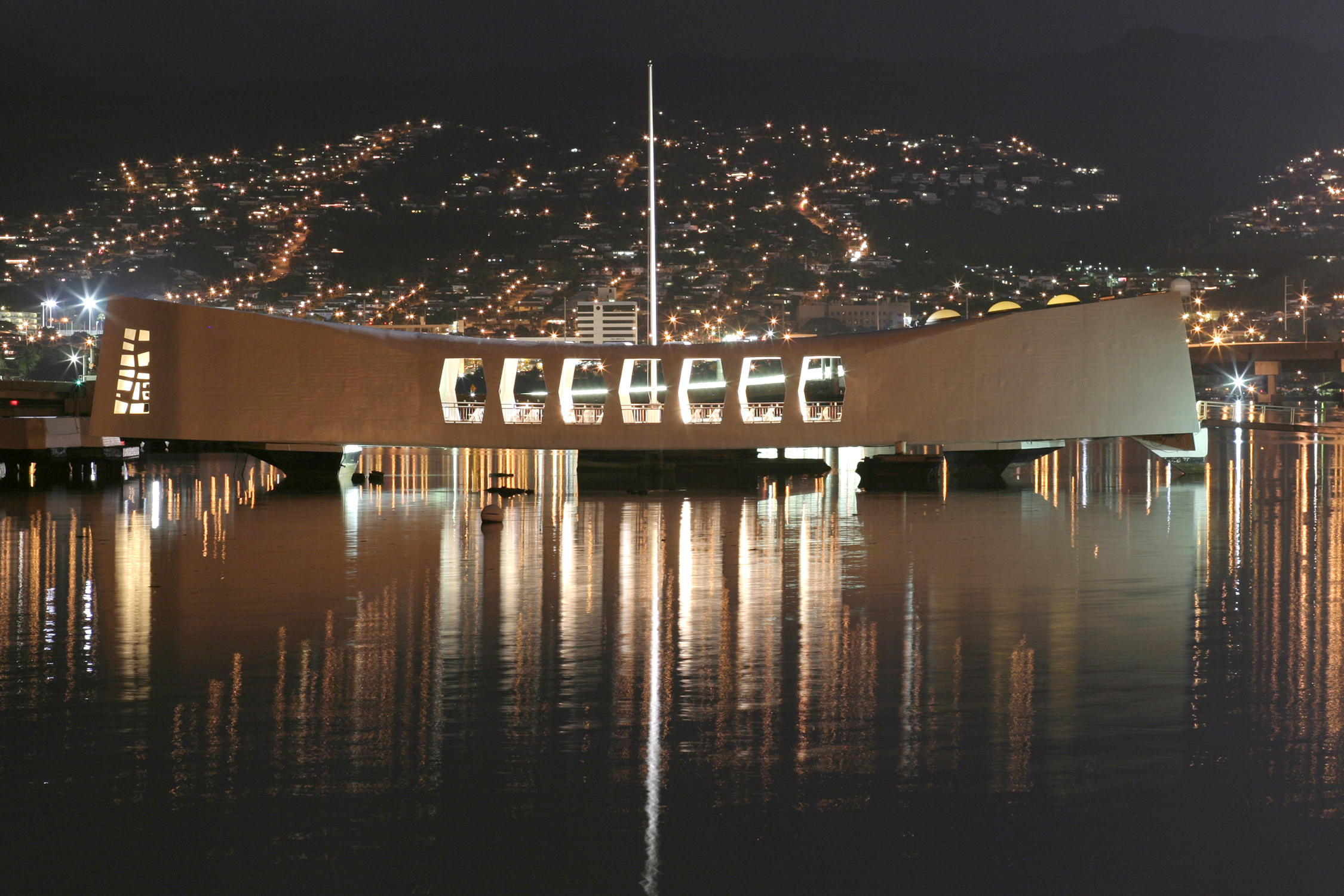
USS Arizona Memorial bei Nacht (2006)

Zehn Bauwerke und Stätten in Honolulu haben den Status einer National Historic Landmark, darunter Pearl Harbor, der ʻIolani-Palast und das Schiffswrack der Arizona. 103 Bauwerke und Stätten der Stadt sind im National Register of Historic Places (NRHP) eingetragen (Stand 2. November 2018).

## Geographie
Östlich von Honolulu erhebt sich der 232 m hohe, aus Tuffstein bestehende Diamond Head. Der Berg ist das Wahrzeichen der Stadt.

### Stadtgliederung
Honolulu ist in 5 Distrikte aufgeteilt:
- Downtown Honolulu: In diesem Bezirk, der auch die historische Chinatown umfasst, liegen die wichtigsten Regierungs- und Geschäftsgebäude der Insel. Zudem ist er das politische und wirtschaftliche Zentrum von Honolulu. Dort befinden sich viele Sehenswürdigkeiten, mehrere Museen, das Hawaii Theatre und das höchste Gebäude von Hawaii. Die wichtigsten Gebäude der Regierung sind das Hawaii State Capitol, der Washington Place und das Rathaus Honolulu Hale. In der historischen Altstadt befindet sich außerdem die Statue von König Kamehameha I. und der ʻIolani-Palast.
- Waikīkī: Waikīkī liegt direkt am Meer und wird im Norden vom Ala Wai Canal eingerahmt. Im Osten liegt der Diamond Head Krater. Vorwiegend sind in dem Bezirk Hotels, Restaurant und Bars angesiedelt.
- Mānoa Makiki: Der Bezirk grenzt nördlich an Downtown Honolulu an und das Gelände ist bergiger. Der Hochpunkt der Landschaft ist der erloschene Punchbowl Krater. In Mānoa Makiki liegt die University of Hawaiʻi at Mānoa. In dieser Gegend ist Barack Obama aufgewachsen.
- Eastern Honolulu: Diese Region weist viele Sandstrände und felsige Küstenabschnitte auf. Er besteht aus fünf Wohngebieten und reicht bis zum südöstlichen Zipfel von Oʻahu. Im Westen liegen Waikīkī und der Diamond Head.
- Western Honolulu: In diesem Bezirk befindet sich der Flughafen. Er besteht aus drei Wohngebieten. Hier liegt der berühmte Militärhafen Pearl Harbor.[8]

### Klima
Das Klima von Honolulu ist tropisch mit trockenen Sommern (April bis September) und etwas Regen im Winter (Oktober bis März). Von einer Regenzeit kann jedoch nicht gesprochen werden.
Die Anzahl der Sonnenscheinstunden ist das ganze Jahr über konstant hoch, ebenso die Temperatur. Die Höchsttemperatur liegt das Jahr über zwischen 26,7 und 31,5 Grad, die Tiefsttemperatur liegt zwischen 18,6 und 23,4 Grad. Die tiefste jemals gemessene Temperatur war 13,3 Grad.
Auch wenn Honolulu in den Tropen liegt, sind Wirbelstürme sehr selten.
Die Wassertemperatur an den Stränden von Honolulu ist ebenfalls das ganze Jahr über konstant warm und beträgt auch im Winter mindestens 24 Grad. 

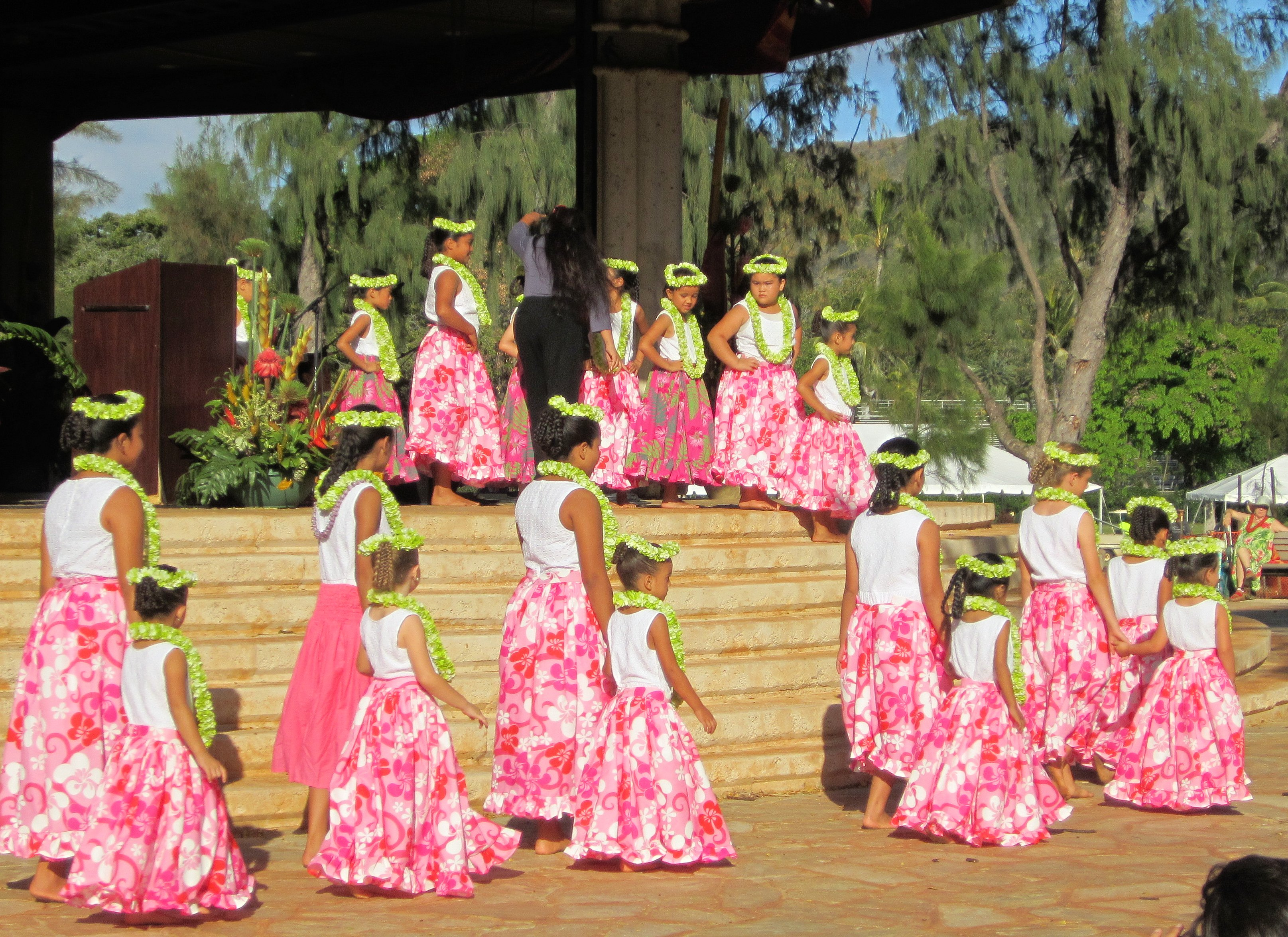
Hula-Tänzerinnen im Kapiʻolani Park

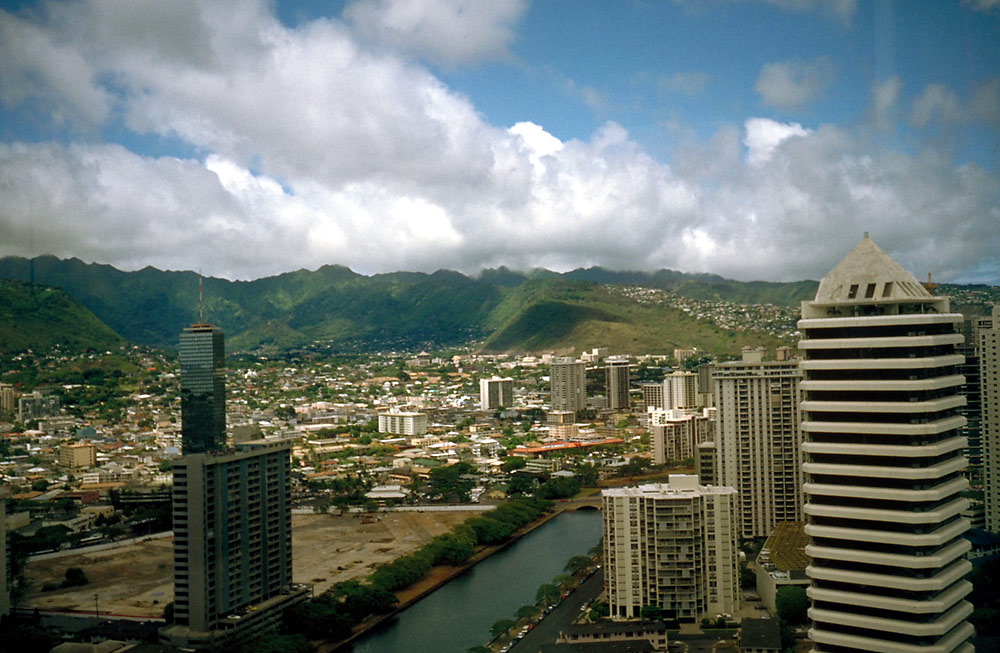
Blick über Honolulu, landeinwärts

|                       | Jan  | Feb  | Mär  | Apr  | Mai  | Jun  | Jul  | Aug  | Sep  | Okt  | Nov  | Dez  |   |       |
| Mittl. Tagesmax. (°C) | 26,7 | 26,9 | 27,6 | 28,2 | 29,3 | 30,3 | 30,8 | 31,5 | 31,4 | 30,5 | 28,9 | 27,3 | ⌀ | 29,1  |
| Mittl. Tagesmin. (°C) | 18,7 | 18,6 | 19,6 | 20,4 | 21,3 | 22,3 | 23,1 | 23,4 | 23,1 | 22,4 | 21,3 | 19,4 | ⌀ | 21,1  |
|                       |      |      |      |      |      |      |      |      |      |      |      |      |   |       |
| Niederschlag (mm)     | 90,2 | 56,1 | 55,9 | 39,1 | 28,7 | 12,7 | 15,0 | 11,2 | 19,8 | 57,9 | 76,2 | 96,5 | Σ | 559,3 |
|                       |      |      |      |      |      |      |      |      |      |      |      |      |   |       |
| Sonnenstunden (h/d)   | 6,8  | 7,3  | 8,2  | 8,3  | 8,9  | 9,3  | 9,6  | 9,6  | 9,2  | 7,9  | 6,8  | 6,4  | ⌀ | 8,2   |
|                       |      |      |      |      |      |      |      |      |      |      |      |      |   |       |
| Regentage (d)         | 7,0  | 5,2  | 6,0  | 5,2  | 3,3  | 2,1  | 2,9  | 2,6  | 3,5  | 4,6  | 6,1  | 6,9  | Σ | 55,4  |
|                       |      |      |      |      |      |      |      |      |      |      |      |      |   |       |
| Wassertemperatur (°C) | 24   | 24   | 24   | 25   | 26   | 26   | 27   | 27   | 27   | 27   | 26   | 25   | ⌀ | 25,7  |
|                       |      |      |      |      |      |      |      |      |      |      |      |      |   |       |
| Luftfeuchtigkeit (%)  | 75   | 72   | 69   | 68   | 66   | 65   | 65   | 66   | 66   | 67   | 71   | 73   | ⌀ | 68,6  |

| 18,7 |

| 18,6 |

| 19,6 |

| 20,4 |

| 21,3 |

| 22,3 |

| 23,1 |

| 23,4 |

| 23,1 |

| 22,4 |

| 21,3 |

| 19,4 |

| 18,7 |

| 18,6 |

| 19,6 |

| 20,4 |

| 21,3 |

| 22,3 |

| 23,1 |

| 23,4 |

| 23,1 |

| 22,4 |

| 21,3 |

| 19,4 |

## Demographie
Im Zensus von 2010 gaben die 371 657 Einwohner folgende Ethnizitätszugehörigkeit an: Asiatisch 55,9 %, „weiß“ 19,7 %, gemischtrassig 14,9 %, Hawaiier und Pazifikinsulaner 6,8 %, Hispanic 4,4 %, „schwarz“ oder „Afroamerikaner“ 1,6 %. Der Anteil der Einwohner unter 21 Jahre lag bei 22,9 %, der ab 65 Jahre bei 17,8 %. In Familienhaushalten lebten 62,3 %, in Einpersonenhaushalten 29,7 % der Einwohner.

## Verkehr

### Luftfahrt
Honolulu hat am westlichen Stadtrand einen internationalen Flughafen, den Flughafen Honolulu.

### Auto
Einige Freeways (Autobahnen) bedienen Honolulu:
- Interstate H-1, welcher vom Westen am Joint Base Pearl Harbor-Hickam und Flughafen vorbeigeht, knapp nördlich von Downtown verläuft und Richtung Osten durch Makiki und Kaimukī geht. Er endet bei Waiʻalae/Kāhala.

Westlich vom Downtown ist er an dem Interstate H-2 und dem Interstate H-3 angeschlossen.
- Interstate H-201, auch unter dem Namen „Moanalua Freeway“ bekannt und früher auch als Hawaii State Rte. 78 nummeriert, ist an zwei Stellen an den Interstate H-1 angeschlossen, beim Aloha Stadium und bei Fort Shafter.

Nahe dem Aloha Stadium und dem Anschluss an den Interstate H-1 hat der Freeway einen Anschluss an dem von Norden kommenden Interstate H-3, der dort endet. Diese beiden Anschlüsse liegen in Hālawa.
- Interstate H-3 auch als John A. Burns Freeway bekannt, beginnt nahe dem Aloha Stadium, dort ist er an den Interstate H-1 und dem Interstate H-201 angeschlossen. Er verbindet Honolulu mit Kāneʻohe. Trotz seiner Nummer, die auf einen Ost-West-Verlauf deutet, betrachten die meisten Bewohner ihn als in Nord-Süd-Richtung verlaufenden Freeway.

Andere wichtige Highways, die Honolulu mit anderen Teilen der Insel Oʻahu verbinden, sind:
- Pali Highway, auch als „Hawaii Route 61“, verläuft nördlich über die Koʻolau-Berge durch die Pali-Tunnel nach Kailua und Kāneʻohe.
- Likelike Highway, auch als „Hawaii Route 63“, verläuft auch über die Koʻolau-Berge, jedoch durch die Wilson Tunnel nach Kāneʻohe.
- Kalanianaole Highway, auch als „Hawaii Route 72“, verläuft ostwärts ab Waialae/Kahala über Hawaiʻi Kai[12] nach Waimanalo Beach an der Ostküste der Insel entlang
- Kamehameha Highway, teils auch als „Hawaii Route 99“, verläuft westwärts vom Joint Base Pearl Harbor-Hickam nach ʻAiea und Wahiawa im Zentrum der Insel, anschließend darüber hinaus nach Haleʻiwa und entlang der Nord- und Ostküste bis nach Kāneʻohe.

Wie in vielen US-amerikanischen Städten gibt es viele Verkehrsstauungen insbesondere zur Rush Hour, insbesondere bei Fahrten in und aus den westlichen Vororten wie Kapolei, ʻEwa Beach, ʻAiea, Pearl City, Waipahu und Mililani. Land, um die Straßenkapazitäten aufzubessern, ist sehr gesucht auf Oʻahu.

### Öffentlicher Personennahverkehr

#### Bus
Der frühere Bürgermeister der Stadt, Frank Fasi hat ein Bussystem unter dem Namen TheBus aufgebaut. Es wurde zweimal von der American Public Transportation Association als „America’s Best Transit System“ (Amerikas bestes Verkehrssystem) ausgezeichnet, einmal 1994–1995 und einmal 2000–2001.
Im Jahre 2004 begann der Aufbau eines Bus-Rapid-Transit-Systems, welches die Vorfahrt der Busse unterstreicht. Das System, vorgeschlagen vom früheren Bürgermeister Jeremy Harris, sollte den Stadtteil Iwilei an Waikīkī anbinden. Jedoch hat Mufi Hannemann, Bürgermeister von 2005 bis 2010, das Busway-System auseinandergenommen und dessen Fahrzeuge auf anderen Schnellbusrouten eingesetzt.

#### Hochbahn
Siehe auch Skyline (Honolulu)
Seit dem 30. Juni 2023 verfügt Honolulu über eine Hochbahn. Die Umsetzung dieses Projekts hat lange Zeit in Anspruch genommen: Der letzte Vorschlag eines Bürgermeisters für den Bau eines Schienenverkehrssystems war das „Honolulu Area Rail Rapid Transit project“.
Dieses Projekt, allgemein bekannt als „HART“, wurde beinahe verwirklicht, dann jedoch vom früheren Bürgermeister Eileen Anderson im Jahre 1981 vorerst eingestellt, da es das Versprechen von fiskaler Verantwortlichkeit breche.

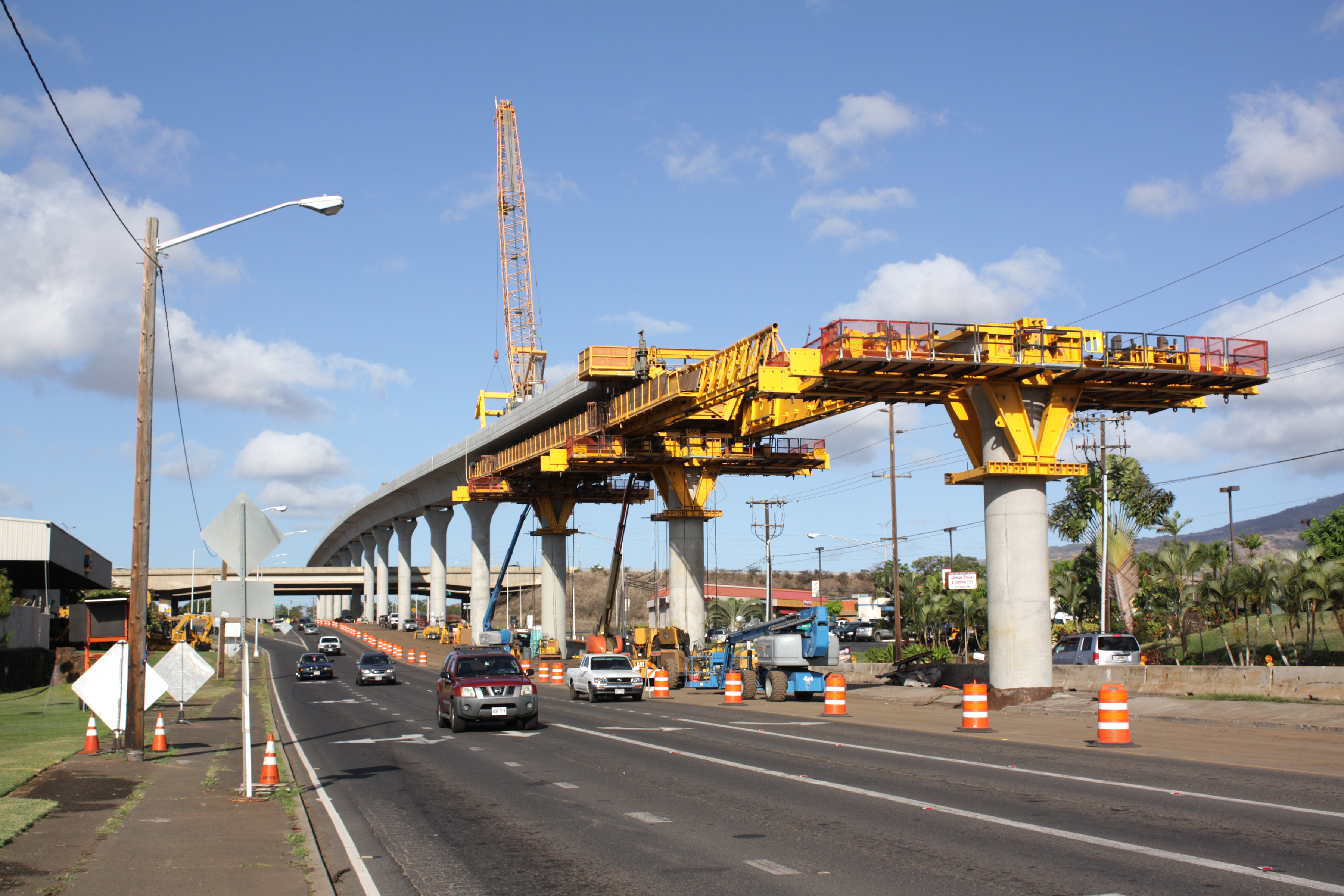
Neubau der Bahnstrecke (Juli 2015)

Ab 2004 wurden die Pläne unter dem neuen Bürgermeister Mufi Hannemann wieder aktiviert. Um den Bau des Bahnsystems zu finanzieren, wurde die Hawaii General Excise Tax auf O'ahu von 4 % auf 4,5 % erhöht. Nach längeren Verhandlungen und Verzögerungen wurde am 22. Februar 2011 der Grundstein für die Bahnstrecke gelegt. In der ersten Ausbaustufe, deren Inbetriebnahme ursprünglich für 2018 geplant war, soll die Strecke von Kapolei bis zum Aloha Stadium führen. Danach soll die Strecke bis zum Ala Moana Center führen, womit auch der Flughafen eine Bahnverbindung zur Innenstadt von Honolulu bekäme. Die 32 Kilometer lange, auf Stelzen gebaute Strecke soll 21 Bahnhöfe erhalten und vollautomatisch betrieben werden. Spätere Erweiterungen nach Waikīkī und zur Universität Manoa sind geplant, aber noch nicht beschlossen.
Im Mai 2016 teilte die Federal Transit Authority (FTA) mit, dass das Projekt deutlich teurer als geplant werde und forderte das Konsortium auf, bis zum 7. August 2016 einen Plan zur Kostenreduzierung vorzulegen. Bürgermeister Kirk Caldwell hat die FTA um eine Verlängerung der Frist bis Juni 2017 gebeten, die FTA entsprach dem bis Ende 2016.
Am 5. September 2017 unterzeichnete der Gouverneur von Hawaii ein Finanzierungsgesetz, das 2,4 Milliarden US-Dollar für das Hochbahnprojekt generieren soll. Es sieht vor, den bereits bestehenden 0,5 % Zuschlag auf die Mehrwertsteuer auf O'ahu für drei weitere Jahre bis Ende 2030 zu verlängern sowie die Hotelsteuer in Hawaii in den nächsten 13 Jahren um 1 % zu erhöhen.
Am 30. Juni 2023 wurde der erste Abschnitt offiziell eröffnet und inklusive Wagenpark an die kommunalen Institutionen übergeben.

## Wirtschaft
Die Metropolregion von Honolulu erbrachte 2016 ein Bruttoinlandsprodukt von 64,7 Milliarden US-Dollar und belegte damit Platz 50 unter den Großräumen der USA. Die Arbeitslosenquote in der Metropolregion betrug nur 1,9 Prozent und gehört zu den niedrigsten des Landes (Stand: Mai 2018). Das persönliche Pro-Kopf Einkommen liegt 2016 bei 54.229 US-Dollar, womit Honolulu ein überdurchschnittliches Einkommensniveau besitzt.
Honolulu ist ein wichtiger Luftverkehrs- und Schifffahrts-Knotenpunkt (Flughafen Honolulu) und wegen des tropischen Klimas vor allem für den Fremdenverkehr von Bedeutung. Hier befindet sich der berühmte Badestrand Waikīkī und in der Nähe liegt der US-Marinestützpunkt Pearl Harbor.
Die wichtigsten Wirtschaftssektoren der Stadt sind der Fremdenverkehr, hier arbeiten 15,7 % der Beschäftigten, der Einzelhandel (12,8 %), der Gesundheits- und Sozialdienst (10,9 %), der Bildungsbereich (10,8 %) und die öffentliche Verwaltung (Government) (7,8 %).

### Lebenshaltungskosten
Hawaii weist die höchsten Lebenshaltungskosten aller US-Bundesstaaten auf und Honolulu verzeichnet von allen „Metro-Areas“ der USA das niedrigste Durchschnittseinkommen nach Abzug der Lebenshaltungskosten.

## Universitäten und Colleges

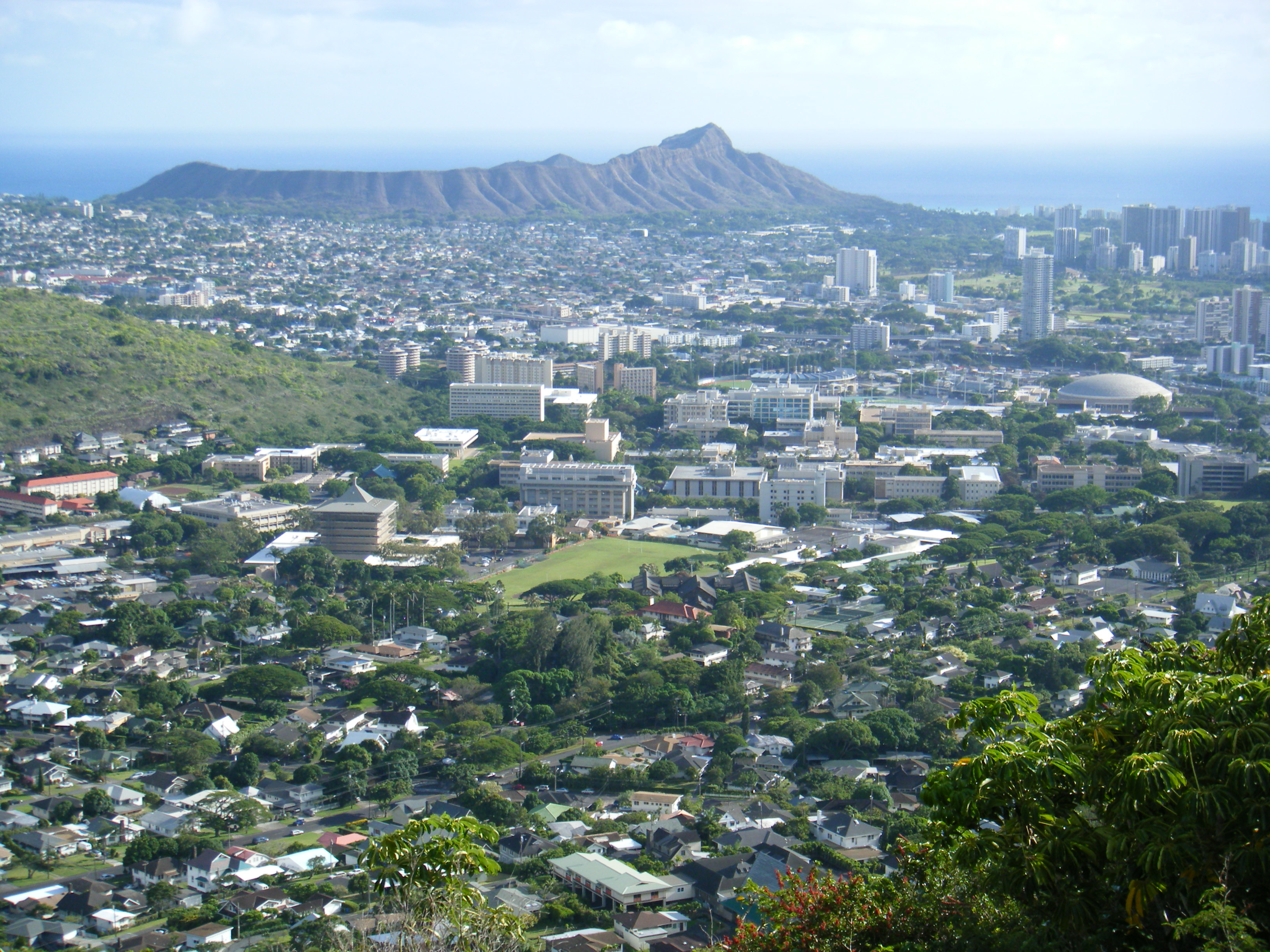
Blick auf Mānoa Campus

In Honolulu gibt es vier Universitäten und zwei Colleges, die von der Western Association of Schools and Colleges akkreditiert sind:
- Argosy University Hawaii
- Chaminade University of Honolulu
- Hawaii Pacific University
- University of Hawaii at Manoa
- Honolulu Community College
- Kapiolani Community College

## Sehenswürdigkeiten

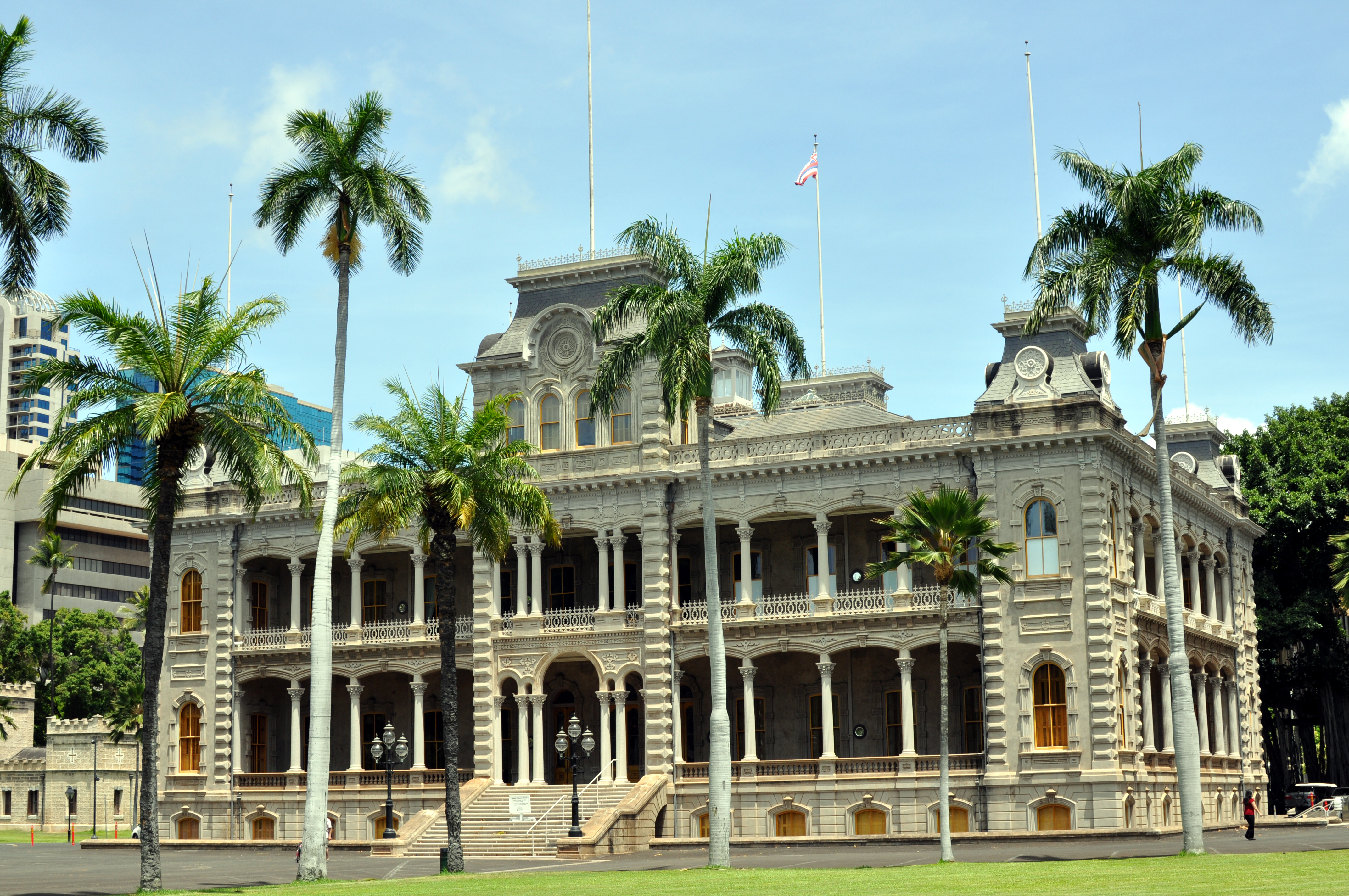
ʻIolani-Palast

### ʻIolani-Palast
Der ʻIolani-Palast ist die ehemalige Residenz der Könige von Hawaii. Der heutige Bau wurde 1882 fertiggestellt. Er befindet sich in der historischen Altstadt.

### Aliʻiolani Hale
Aliʻiolani Hale ist ein Verwaltungsgebäude in Honolulu. Es wurde 1874 fertiggestellt und vereinigte damals alle wichtigen Regierungsbehörden des damaligen Königreiches von Hawaii. Heute beherbergt der Bau den Obersten Gerichtshof des Bundesstaates Hawaii, ein Geschichtszentrum und eine juristische Bibliothek.

### Bishop Museum
Das Bishop Museum ist das größte Museum auf Hawaii und zeigt mehr als 24 Millionen Einzelstücke über die polynesische Kultur und die Natur der Insel.

### Hawaii State Art Museum
Hier werden Werke von einheimischen Künstlern ausgestellt sowie Sammlungen älterer Kunstwerke.

### Aloha Tower
Er wurde 1926 im Hafen von Honolulu gebaut und war lange Zeit das höchste Gebäude der Insel.

## Persönlichkeiten

### Söhne und Töchter der Stadt
- Anjani (* 1959), Sängerin
- Barack Obama (* 1961), 44. Präsident der Vereinigten Staaten von Amerika
- Mark Dacascos (* 1964), Sportler und Schauspieler
- Tia Carrere (* 1967), Schauspielerin, Sängerin
- Lauren Graham (* 1967), Schauspielerin
- Nicole Kidman (* 1967), Schauspielerin
- James Mercer (* 1970), Musiker
- Jason Momoa (* 1979), Schauspieler

### Weitere Persönlichkeiten
- Bernhard Hermann Köckemann (1828–1892), Apostolischer Vikar der Hawaiischen Inseln (1882 bis 1892); starb in Honolulu
- Lunalilo (1835–1874), König von Hawaii
- Dado Marino (1915–1989), Boxer
- Steve Case (* 1958), Gründer von America Online (AOL)
- Israel Kamakawiwoʻole (1959–1997), Sänger
- Bobby Wood (* 1992), Fußballspieler

## Städtepartnerschaften
Honolulu listet folgende Partnerstädte auf:
| Stadt              | Land                    | seit |
| ------------------ | ----------------------- | ---- |
| Baguio             | Philippinen             | 1995 |
| Baku               | Aserbaidschan           | 1998 |
| Bruyères           | Frankreich              | 1960 |
| Cali               | Kolumbien               | 2012 |
| Candon             | Philippinen             | 2015 |
| Caracas            | Venezuela               | 1999 |
| Cebu               | Philippinen             | 1990 |
| Chengdu            | Volksrepublik China     | 2011 |
| Chigasaki          | Japan                   | 2014 |
| Fengxian, Shanghai | Volksrepublik China     | 2012 |
| Funchal            | Portugal                | 1979 |
| Fuzhou             | Volksrepublik China     | 2021 |
| Haikou             | Volksrepublik China     | 1985 |
| Hiroshima          | Japan                   | 1959 |
| Huế                | Vietnam                 | 1995 |
| Incheon            | Südkorea                | 2003 |
| Kaohsiung          | Republik China (Taiwan) | 1962 |
| Kysyl              | Russland                | 2004 |
| Laoag              | Philippinen             | 1969 |
| Luganville         | Vanuatu                 | 2003 |
| Majuro             | Marshallinseln          | 2009 |
| Mandaluyong        | Philippinen             | 2005 |
| Manila             | Philippinen             | 1980 |
| Mombasa            | Kenia                   | 2000 |
| Mumbai             | Indien                  | 1970 |
| Nagaoka            | Japan                   | 2012 |
| Naha               | Japan                   | 1960 |
| New Orleans        | Vereinigte Staaten      | 2001 |
| Noreña             | Spanien                 | 1960 |
| Qinhuangdao        | Volksrepublik China     | 2010 |
| Rabat              | Marokko                 | 2006 |
| San Juan           | Puerto Rico             | 1985 |
| Seoul              | Südkorea                | 1973 |
| Sintra             | Portugal                | 1998 |
| Tokio              | Japan                   | 1982 |
| Uwajima            | Japan                   | 2004 |
| Vigan              | Philippinen             | 2003 |
| Warringah, Sydney  | Australien              | 2011 |
| Zhangzhou          | Volksrepublik China     | 2012 |
| Zhongshan          | Volksrepublik China     | 1997 |